# Бельмон-сюр-Ранс
Бельмо́н-сюр-Ранс (фр. Belmont-sur-Rance, окс. Bèlmont de Rance) — коммуна во Франции, находится в регионе Окситания. Департамент — Аверон. Административный центр кантона Бельмон-сюр-Ранс. Округ коммуны — Мийо.
Код INSEE коммуны — 12025.
Коммуна расположена приблизительно в 570 км к югу от Парижа, в 110 км восточнее Тулузы, в 65 км к югу от Родеза.

## Население
Население коммуны на 2008 год составляло 1017 человек.
| 1962 | 1968 | 1975 | 1982 | 1990 | 1999 | 2008 |
| ---- | ---- | ---- | ---- | ---- | ---- | ---- |
| 922  | 877  | 794  | 883  | 1021 | 1006 | 1017 |

## Экономика
В 2007 году среди 689 человек в трудоспособном возрасте (15—64 лет) 458 были экономически активными, 231 — неактивными (показатель активности — 66,5 %, в 1999 году было 64,9 %). Из 458 активных работали 436 человек (243 мужчины и 193 женщины), безработных было 22 (7 мужчин и 15 женщин). Среди 231 неактивных 42 человека были учениками или студентами, 51 — пенсионерами, 138 были неактивными по другим причинам.

## Достопримечательности
- Бывший монастырь (XVI век). Соборная церковь Сен-Мишель. Памятник истории с 1929 года[3]

## Фотогалерея

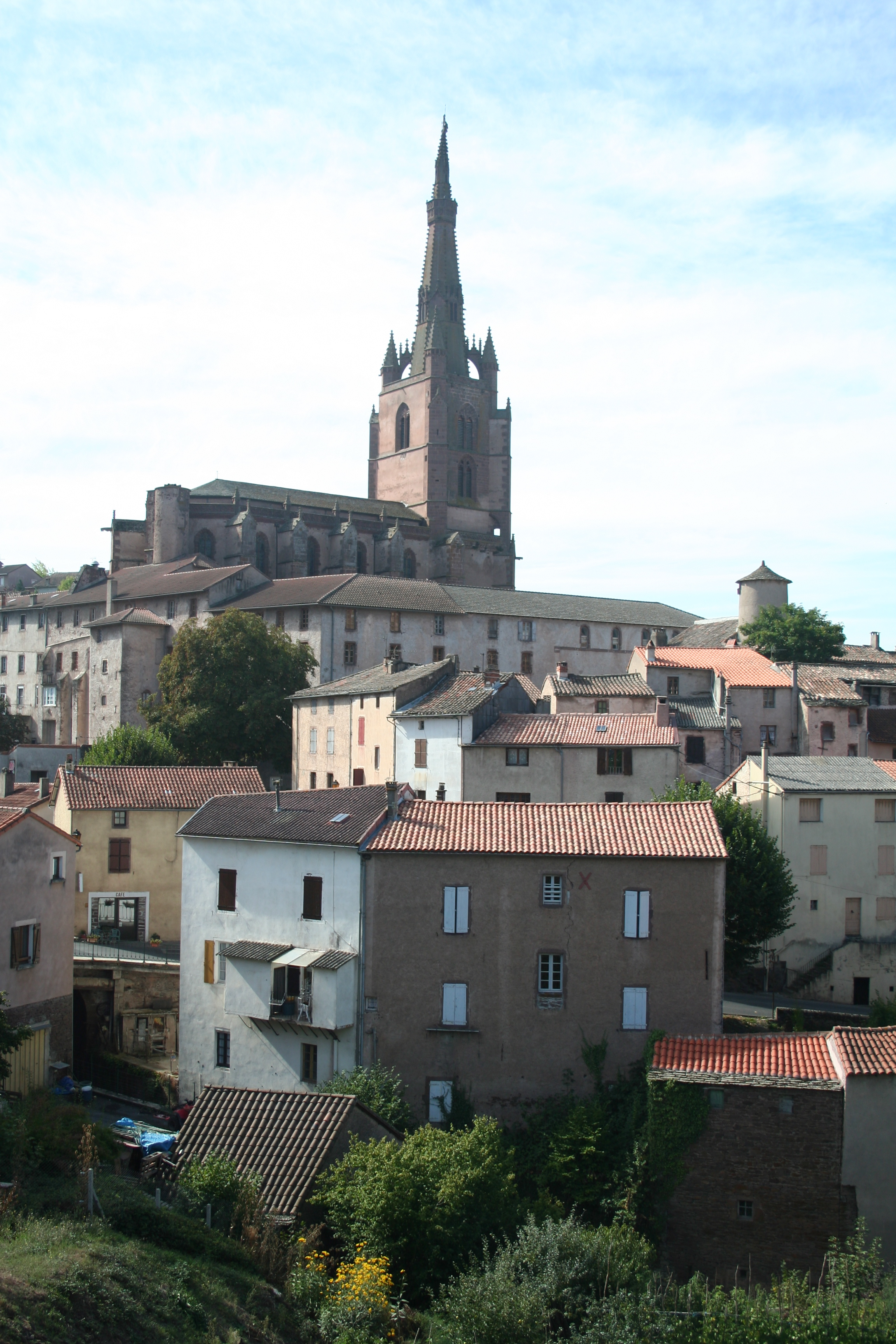
Бельмон-сюр-Ранс
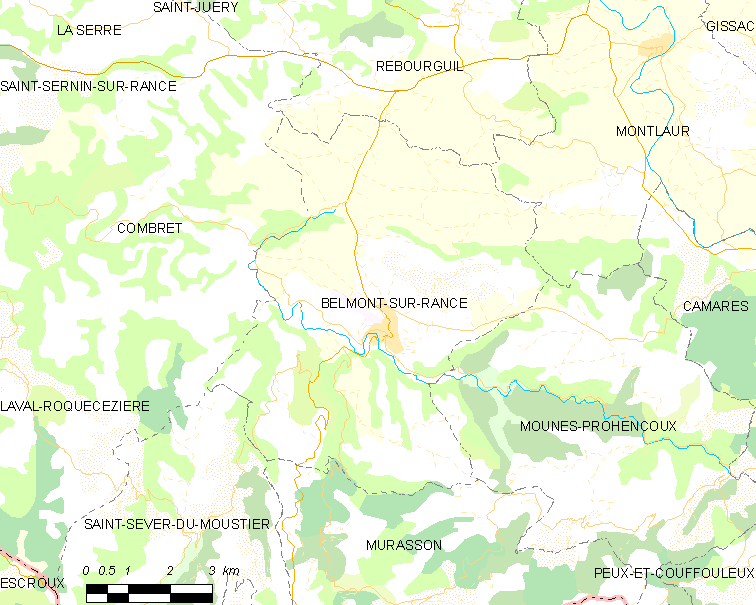
Карта коммуны